# Nadine Weckardt
Nadine Weckardt-Bennett, kurz Nadine Weckardt,  (* 8. März 1975 in Heidenheim an der Brenz) ist eine deutsche Floristin und Sachbuch-Autorin.

## Werdegang
Weckardt wuchs in Herbrechtingen auf. Nach einem Auslandsaufenthalt im Jahr 1992 legte Nadine Weckardt ihr Abitur ab. Anschließend absolvierte sie eine Ausbildung zur Floristin und übernahm den elterlichen Gärtnereibetrieb. 2004 schloss Weckardt ihre Meisterprüfung an der Floristen-Meisterschule von Franz-Josef Wein in Schiltern (Niederösterreich) ab. Als Floristmeisterin nahm sie an verschiedenen Floristik-Wettbewerben teil und wurde 2007 mit dem Titel Europameister der Floristen in Velenje (Slowenien) belohnt. Am 5. Oktober 2011 trat Nadine Weckardt die Nachfolge von Marlen Dürrschnabel im Fernsehmagazin ARD-Buffet an.

## Auszeichnungen
- Silberne Rose Baden-Württemberg (2006)
- Goldene Rose in Magdeburg (2006)
- Europameister der Floristen (2007)

## Veröffentlichungen
- Nadine Weckardt: Ideensträuße: Festival der Farben. Haymarket Media, Braunschweig 2007, ISBN 978-3-87170-081-1.
- Nadine Weckardt, Stefan Göttle: Raumschmuck: florale Kostbarkeiten. Haymarket Media, Braunschweig 2008, ISBN 978-3-87170-083-5.
- Jan-Dirk von Hollen, Nadine Weckardt: g&v Praxis Trost und Gedenken. Haymarket Media, Braunschweig 2008, ISBN 978-3-87815-231-6.